# 雄山町
雄山町（おやままち）は、かつて富山県中新川郡にあった町。

## 沿革
- 1942年（昭和17年）6月8日 - 中新川郡大森村、五百石町、下段村及び高野村が合併して、中新川郡雄山町が発足する。町役場は旧五百石町役場から引き継いだ[2]。
- 1954年（昭和29年）1月10日 - 中新川郡雄山町、上段村、釜ヶ淵村、立山村、東谷村及び利田村が合併して、中新川郡立山町が発足する。旧雄山町役場は立山町役場に引き継がれた[3]。

## 歴代町長
出典→
1. 塚原正一（臨時代理者、1942年6月8日 - 1942年8月15日）
2. 菅原徳三（1942年8月15日 - 1946年8月14日）
3. 菅原徳三（1946年8月15日 - 1946年12月16日）
4. 高井建二（1947年4月6日 - 1951年4月3日）
5. 小泉美世一（1951年4月23日 - ）